# Johannes Kiefer
Johannes Kiefer (* 1964 in München) ist ein deutscher Regisseur und Regieassistent.

## Leben
Kiefer studierte nach seinem Abitur 1983 am Karlsgymnasium München-Pasing unter anderem Germanistik und Geschichte. Er war als Regieassistent bei Fernsehproduktionen wie Balko, Tatort und Der Bulle von Tölz tätig, war aber auch an Kinofilmen wie Emil und die Detektive und Die Wilden Hühner und die Liebe beteiligt. Als Schnittassistent arbeitete er unter anderem mit Patricia Rommel zusammen.
Ab 1998 drehte er seinen ersten Film Gregors größte Erfindung, der 2001 erschien. Kiefer führte nicht nur Regie, sondern verfasste auch das Drehbuch. Gregors größte Erfindung erhielt 2002 eine Oscarnominierung als Bester Kurzfilm. Kiefer lebt und arbeitet in Berlin.

## Filmografie (Auswahl)
- 1995: Eine steirische Fernsehgeschichte
- 1996–1997: Balko (TV-Serie, drei Folgen)
- 1996: Business for Pleasure
- 1998: Der Schandfleck
- 1998: Der Laden
- 2000: Der Tod des weißen Ritters
- 2000: Vergiss Amerika
- 2000: Der Schuss (TV)
- 2001: Emil und die Detektive
- 2001: Gregors größte Erfindung (Kurzfilm)
- 2001: Der Bulle von Tölz (TV-Serie)
- 2003: Stärker als der Tod (TV)
- 2003: Derzbach
- 2005: Die Entscheidung (TV)
- 2006: Die Wilden Hühner und die Liebe
- 2007: Ein halbes Leben (TV)
- 2008: Der Fall des Lemming
- 2008: Der Besuch der alten Dame
- 2009: Tatort: Operation Hiob (TV-Reihe)
- 2010: Willkommen in Wien (TV)
- 2010: Halteverbot
- 2012: Der Kaktus

## Auszeichnungen (Auswahl)
- 2001: Zuschauerpreis, Austin Film Festival, für Gregors größte Erfindung
- 2002: Nominierung Bester Kurzfilm, Max Ophüls Festival, für Gregors größte Erfindung
- 2002: Oscarnominierung, Bester Kurzfilm, für Gregors größte Erfindung